# Hurtado (Chile)
Hurtado es una localidad de la comuna de Río Hurtado, Provincia del Limarí y Región de Coquimbo, NO se debe confundir con la comuna de Río Hurtado. Se encuentra situada en el cruce de las riberas del Río Hurtado y la Quebarada el Ajo, además de estar conectada por la Ruta D-595, esta a unos 30 km de Samo Alto (Ciudad más cercana) y a unos 71 km de la Conurbación de La Serena - Coquimbo. Cuenta con una población de 283 habitantes según el Instituto Nacional de Estadísticas.

## Ubicación
Hurtado está ubicado a 30 km de Samo Alto y a 71 km de la Conurbación de La Serena - Coquimbo, al igual que es conectado por las Rutas D-595 y D-445 que culminan en Ovalle y Vicuña respectivamente.